# بني مفضل (حجة)
بني مفضل هي إحدى قرى الجمهورية اليمنية. تتبع جغرافيا لمحافظة حجة وإداريًا لمديرية الجميمة. يبلغ تعداد سكانها 4446 نسمة حسب الإحصاء الذي أجري عام 2004.